# Maruja Torres
María Dolores Torres Manzanera, més coneguda com a Maruja Torres (Barcelona, 16 de març de 1943) és una periodista i escriptora catalana. Començà la carrera periodística en el diari La Prensa, de Barcelona. Posteriorment, treballà per a mitjans com Garbo, Fotogramas, Mundo Diario, Tele/eXpres, El Papus, Por Favor i La Calle.

## Biografia
Nascuda al barri barceloní del Raval i de família murciana, es dedica al periodisme des dels dinou anys, tot i no tenir formació acadèmica en aquest camp, va començar la seva carrera periodística sota el guiatge de l'escriptora Carmen Kurtz com a secretària de redacció al diari La Prensa, després de realitzar un curs de taquigrafia i mecanografia. Més endavant, va col·laborar en diverses publicacions, com les revistes Garbo, Fotogramas, Por Favor i el diari Tele/eXpres, entre d'altres.
Es traslladà a Madrid el 1981, any en què va començar a treballar amb El País, al dominical Color, sota la direcció de Rosa Montero. El febrer de l'any següent, va ingressar a la secció de Cultura del mateix diari fins al juny de 1984, quan va passar a treballar a Cambio 16 i, a partir del 1985, també com a columnista al Diario 16. El 1986 va tornar a El País.
La seva incursió en la literatura comença el 1986, amb la publicació de ¡Oh, es él! Viaje fantástico hacia Julio Iglesias, seguida el 1991 per Ceguera de amor. Dos anys després, va publicar Amor América: un viaje sentimental por América Latina. Maruja Torres és també coautora, amb Carles Mira, del guió de la pel·lícula d'aquest director El rey del mambo (1989). El 1999, va escriure un llibre de memòries titulat Mujer en guerra, amb el qual va vendre prop de 100.000 en poques setmanes, en què relata la seva experiència periodística a Barcelona i Madrid, i també com a corresponsal al Líban, Xile, Israel-Palestina i Haití.
Maruja Torres va rebre el Premi Víctor de la Serna de 1986, concedit per l'Asociación de la Prensa de Madrid; el Premi Francisco Cerecedo de Periodisme i l'any 2000 el Premi Ernest Hemingway de l'Associació de Corresponsals Estrangers. Va guanyar el Premi Planeta (2000) per la seva novel·la Mientras vivimos, traduïda al català, i l'octubre de 2004 va rebre per la seva tasca al diari El País el Premi Manuel Vázquez Montalbán de Periodisme, concedit ex aequo amb la russa Anna Politkóvskaia. El 2001 li fou atorgada la Medalla Gabriela Mistral; el 2004, la Creu de Sant Jordi i el 2006, Medalla d'Or al Mèrit en les Belles Arts. Després de la guerra entre Hesbol·là i Israel, que va cobrir des del Líban, es va instal·lar a Beirut, i allí va escriure Esperadme en el cielo, guanyadora del Nadal 2009.
El maig de 2013 va abandonar El País arran del seu cessament de la secció d'Opinió del diari després de treballar-hi durant 32 anys: «Sóc més pobra i estic millor», va afirmar després d'aquest afer. Des del 25 d'octubre de 2013, escriu la seva columna d'opinió en eldiario.es i també té una secció titulada «Cuéntaselo a Maruja» en la revista Mongolia i col·labora amb Alternativas Económicas. Al final de 2015, va publicar un llibre sobre la nova alcaldessa de Madrid, Manuela Carmena. Actualment està confeccionant la segona part de Mujer en guerra.

## Obres
- ¡Oh, es él! Viaje fantástico hacia Julio Iglesias (1986), novel·la d'humor
- Ceguera de amor (1991), novel·la d'humor
- Amor América: un viaje sentimental por América Latina (1993)
- Como una gota (1995), articles
- «La garrapata», conte inclòs a Barcelona, un día (1998)
- Un calor tan cercano (1998)
- Mujer en guerra. Más másters da la vida (1999), autobiografia periodística
- «El velo y las lágrimas», conte inclòs a Mujeres al alba (1999)
- Mientras vivimos (2000, Premi Planeta)
- Hombres de lluvia (2004)
- Esperadme en el cielo (2009, Premi Nadal)
- Fácil de matar (2011), novel·la negra ambientada a Beirut
- Sin entrañas (2012)
- Diez veces siete: una chica de barrio nunca se rinde (2014)
- Manuela Carmena en el diván de Maruja Torres (2015)